# Pavoraja umbrosa
Pavoraja umbrosa es una especie de pez de la familia de los Rajidae en el orden de los Rajiformes.

## Morfología
Los machos pueden llegar a alcanzar los 36,9 cm de longitud total.

## Reproducción
Es ovíparo y las hembras ponen huevos envueltos en una cápsula córnea.

## Hábitat
Es un pez de mar y de Clima tropical y demersal que vive entre 360–731 m de profundidad.

## Distribución geográfica
Se encuentra en el Océano Pacífico occidental: Australia. <
Sugiere una traducción mejor
Gracias por proponer una traducción al Traductor de Google.
Sugiere una traducción mejor:
Se encuentra en el Océano Pacífico occidental: Australia.

## Observaciones
Es inofensivo para los humanos.